# Centrum Handlowe „Saspol”
Centrum Handlowe „Saspol” – budynek centrum handlowego wykonany w stylu postmodernistycznym, znajdujący się w Łodzi przy ul. Piotrkowskiej 95.

## Historia
W 1837 r. na działce istniał drewniany wiatrak wybudowany przez Jana Petersa. W 1842 r. przeszedł on na własność wraz z domem w ręce Andrzeja Jezierskiego. W 1909 r. w budynku mieściła się apteka. W 1911 r. budynek nadbudowano, a następnie w latach 70. XX w. wyburzono, tworząc niewielkie targowisko.
Budynek Saspolu wzniesiono w 1994 r. na wydzierżawionej od miasta działce według projektu Iwony Gortel i Heleny Kurmanowicz. 
Saspol był jednym z pierwszych centrów handlowych w Łodzi. Od początku XXI w. obiekt zmaga się ze spadkiem zainteresowania najmem lokali, co według właścicieli wynikało z rozwoju sieci supermarketów. 

## Charakterystyka
Obiekt został wybudowany w typowym dla lat 90. XX w. w Polsce stylu postmodernistycznym. W literaturze bywa porównywany do wrocławskiego domu towarowego Solpol. Architektura Saspolu jest próbą nawiązania do sąsiednich kamienic, utrzymuje w stosunku do nich podobną wysokość, podziały okienne i elewacyjne, a także kolorystykę. Budynek został wykonany w konstrukcji żelbetowej, elewacja pokryta jest szkliwioną płytką ceramiczną, natomiast w parterze pokryta jest płytami granitowymi.
Wewnątrz, poza regularnymi schodami, znajdują się dwie sztuki schodów ruchomych oraz jedna winda. 